# Latirus anapetes
Latirus anapetes is een slakkensoort uit de familie van de Fasciolariidae. De wetenschappelijke naam van de soort is voor het eerst geldig gepubliceerd in 1964 door Woodring.